# Apodacra
Apodacra is een vliegengeslacht uit de familie van de dambordvliegen (Sarcophagidae).

## Soorten
- A. cyprica Róndani, 1859
- A. dispar Villeneuve, 1916
- A. plumipes Villeneuve, 1933
- A. pulchra Egger, 1861
- A. seriemaculata Macquart, 1854